# Mon frangin du Sénégal
Mon frangin du Sénégal è un film del 1953 diretto da Guy Lacourt.